# Messa Ould Mohamed Lady
 (décembre 2012).
Si vous disposez d'ouvrages ou d'articles de référence ou si vous connaissez des sites web de qualité traitant du thème abordé ici, merci de compléter l'article en donnant les références utiles à sa vérifiabilité et en les liant à la section « Notes et références ».
Messaoud Ould Mohamed Lady, né en 1946 à Tombouctou, est un homme politique malien, Ministre  de l’Enseignement supérieur et de la Recherche scientifique dans le gouvernement formé par Diango Cissoko le 15 décembre 2012. Docteur en microbiologie du sol en 1977, le professeur Messaoud a enseigné successivement à l’École normale supérieure et à l’Institut polytechnique rural de formation et de recherche appliquée de Katibougou.
Il a été Directeur général par intérim de l’Institut supérieur de formation et de recherche appliquée, puis responsable de la chaire Unesco d’enseignement et de recherche de l'ISFRA.
Le professeur Messaoud a également été :
- membre du Comité national d’éthique pour la santé et les sciences de la vie ;
- correspondant du Centre international des ressources microbiologiques de l’Afrique de l’ouest au Mali ;
- membre du Comité de pilotage du Plan stratégique de la recherche agronomique de l’Institut d’économie rurale ;
- commissaire aux comptes de la section malienne de la société ouest africaine de chimie ;
- membre du Comité de pilotage du projet de l’IER destiné au développement des ressources humaines du système national de recherche agricole malien.

Le professeur Messaoud a aussi un parcours syndical et politique. Il parle maure, sonrai, bamanan, français, anglais et arabe. Il est médaillé de l’Étoile d’argent du mérite national.

## Sources
- Biographie[source insuffisante]